# Lecithocera metopaena
Lecithocera metopaena – gatunek motyli z rodziny Lecithoceridae i podrodziny Lecithocerinae.
Gatunek ten opisany został w 1999 roku przez Chunsheng Wu i Kyu-Tek Parka, którzy jako miejsce typowe wskazali Hunuwilagamę koło Wipattu na Sri Lance.
Motyl o głowie, czułkach, głaszczkach i tułowiu ciemnobrązowych. Przednie skrzydła o rozpiętości od 12 do 14 mm ubarwione brązowo z jasnobrązową linią nasadową i brązowymi strzępinami. Tylne skrzydła jasnobrązowe. Narządy rozrodcze samców odznaczają się: dużym i silnie zakrzywionym u wierzchołka gnatosem, małymi płatkami nasadowymi unkusa, jukstą z długim i tęgim wyrostkiem ogonowym i edeagusem z dwoma rzędami kolców i ziarenkowaniem w wezyce. Walwa krótsza od edeagusa, w przedniej części z rzędem rzęsek, w tylnej z kolcowatymi szczecinami.
Gatunek endemiczny dla Sri Lanki.